# أبو عمرو الشيباني
أبو عمرو إسحاق بن مِرار الشيباني (110 - 206هـ/728 - 821) نحوي وعالم لغة عربية، عُدَّ من الثقات وروى الحديث، وكان له اهتمام بالشعر حيث جمع أشعاراً لأكثر من ثمانين قبيلة. ولد أبو عمرو واستقر في الكوفة، وهو أعجمي الأصل كانت أمه نبطية، وبعد مجاورته لقبيلة شيبان انتسب إليها وسُمِّي باسمها. انتقل بعدها إلى بغداد وظل فيها حتى مماته. كان أبو عمرو كوفي المذهب فيما يتعلق بالنحو، وهو من أوائل نحاة الكوفة الذين ذهبوا إلى البوادي لتعلم النطق السليم. أخذ العلم عن كثير من العلماء أشهرهم: المفضل الضبي، أبو عمرو بن العلاء. وتتلمذ على يده علماء مشهورون: أحمد بن حنبل، أبو عبيد القاسم بن سلام، أحمد بن يحيى ثعلب.

## مؤلفاته
قام بتأليف التصانيف التالية:
- معجم الجيم (أشهر ما كَتَبَ على الإطلاق، ويعرف كذلك كتاب الحروف في اللغة، وهو معجم مقسم إلى أبواب مرتبة حسب الترتيب الهجائي المعروف في عصرنا الحاضر، أي من الهمزة حتى الياء. ولم يعرف لم أسماه كتاب الجيم)
- اللغات.
- النوادر الكبير.
- غريب الحديث
- خلق الإنسان.
- الإبل.
- النحلة.
- الخيل.